# Калитеа (Атика)
Вижте пояснителната страница за други значения на Калитеа.
Калитеа (на гръцки: Καλλιθέα) е град в Гърция с население от 100 641 жители, според преброяването от 2011 година. Градът е част от Атинския мегаполис. Общата площ на Калитеа е 4749 кв. км. Намира се на 25 м н.в., а телефонният му код е 210.

## Население през годините
| Година | Население |
| ------ | --------- |
| 1981   | 117 319   |
| 1991   | 114 233   |
| 2001   | 109 609   |
| 2011   | 100 641   |